# Callimoxys gracilis
Callimoxys gracilis — вид жуков-усачей из подсемейства настоящих усачей.

## Описание
Жук длиной от 7 до 12 мм, чёрный. Надкрылья с оливковым отливом, Самец одноцветный или переднеспинка, кроме переднего и заднего края, красная у самки.